# Bernhard Winkler
Bernhard Winkler (ur. 24 czerwca 1966 w Würzburgu) – niemiecki piłkarz występujący na pozycji napastnika. Trener piłkarski.

## Kariera
Winkler seniorską karierę rozpoczynał w 1985 roku w klubie SV Heidingsfeld. Potem grał w zespołach Türk Gücü Monachium, 1. FC Eibelstadt oraz 1. FC Schweinfurt 05. W 1990 trafił do 1. FC Kaiserslautern z Bundesligi. W tych rozgrywkach zadebiutował 19 marca 1991 roku w zremisowanym 2:2 meczu z 1. FC Köln, w którym strzelił także gola. W 1991 roku zdobył z klubem mistrzostwo Niemiec. W styczniu 1992 roku Winkler został wypożyczony do innego pierwszoligowego zespołu, Wattenscheid. Zagrał tam w 12 meczach, a latem 1992 roku powrócił do Kaiserslautern. Spędził tam jeszcze pół roku.
W styczniu 1993 Winkler odszedł do drugoligowej Fortuny Kolonia. Jego barwy reprezentował przez pół roku. Latem 1993 roku przeniósł się do beniaminka 2. Bundesligi, TSV 1860 Monachium. W 1994 roku awansował z nim do Bundesligi. W tym samym roku zajął 3. miejsce w klasyfikacji strzelców 2. Bundesligi. W 2002 roku Winkler zakończył karierę z liczbą 196 spotkań i 79 bramek w barwach TSV.